# Droga A147 (Rosja)
Droga federalna A147 (ros. Автомобильная дорога А-147) – droga znaczenia federalnego na terenie Rosji. Prowadzi od Dżubgi do granicy z Gruzją (z Abchazją), gdzie łączy się z drogą S1 w kierunku Tbilisi.
W czasie Związku Radzieckiego droga ta prowadziła z Abrau-Djurso z Rosyjskiej FSRR, przez Tbilisi w Gruzińskiej SRR do Baku w Azerbejdżańskiej SRR i posiadała numer M27. Numer ten był wykorzystywany do 31 grudnia 2017, kiedy utracił ważność na mocy reformy rosyjskiej sieci drogowej z 2010 roku.

## Trasy międzynarodowe
Arteria jest częścią trasy europejskiej E97.

## Przebieg drogi
- 0 km - Dżubga
- 16 km - Nowomichaiłowijsk
- 57 km - Tuapse
- 163 km - Dagomys
- 181 km - Soczi
- 217 km - Gruzja/Abchazja